# Joanna Atkins

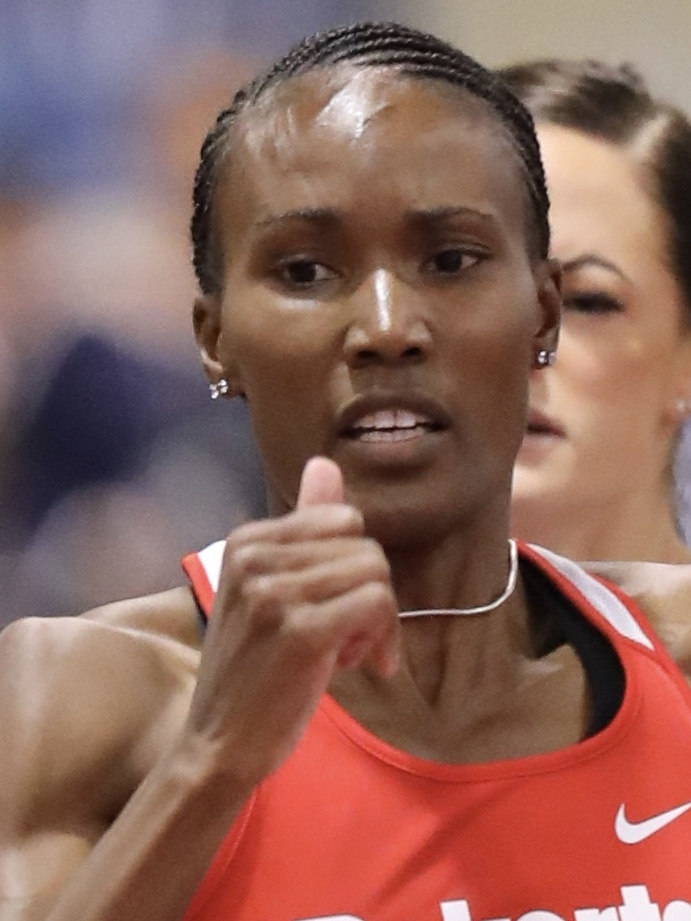
Joanna Atkins bei den nationalen Hallenmeisterschaften 2018

Joanna Atkins (* 31. Januar 1989) ist eine US-amerikanische Sprinterin, die sich auf den 400-Meter-Lauf spezialisiert hat.
2009 wurde sie für die Auburn University startend NCAA-Meisterin.
2013 wurde sie Vierte bei den US-Meisterschaften. Bei den Leichtathletik-Weltmeisterschaften in Moskau wurde sie im Vorlauf der 4-mal-400-Meter-Staffel eingesetzt und trug damit zum Gewinn der Silbermedaille für das US-Team bei.

## Persönliche Bestzeiten
- 60 m (Halle): 7,28 s, 1. März 2009, Lexington
- 100 m: 11,02 s, 27. Juni 2014, Sacramento
- 200 m: 22,27 s, 4. April 2014, Gainesville
  - Halle: 23,39 s, 9. Februar 2013, Fayetteville
- 400 m: 50,39 s, 13. Juni 2009, Fayetteville
  - Halle: 51,13 s, 23. Februar 2014, Albuquerque